# Free European Song Contest 2021
Il Free European Song Contest 2021 è stata la seconda edizione del Free European Song Contest, organizzato dalla rete televisiva tedesca ProSieben e dall'azienda Raab TV.
Lo spettacolo venne trasmesso il 15 maggio 2021 alle 20:15 CEST sulla rete televisiva ProSieben e sulla piattaforma streaming Joyn. Come il precedente, venne presentato da Steven Gätjen e Conchita Wurst.
La canzone vincitrice fu The One di Rea Garvey, artista rappresentante l'Irlanda, nazione alla sua prima vittoria. Per il secondo anno consecutivo, i Paesi Bassi arrivarono secondi, questa volta rappresentati da Danny Vera con la sua hit del 2019 Rollercoaster. Il debuttante Belgio concluse al terzo posto con Milow e il suo brano ASAP. Sebbene avesse concluso con lo stesso numero di punti della Scozia, le regole del tiebreak portarono l'ingresso del Belgio in vantaggio.

## Format

### Presentatori

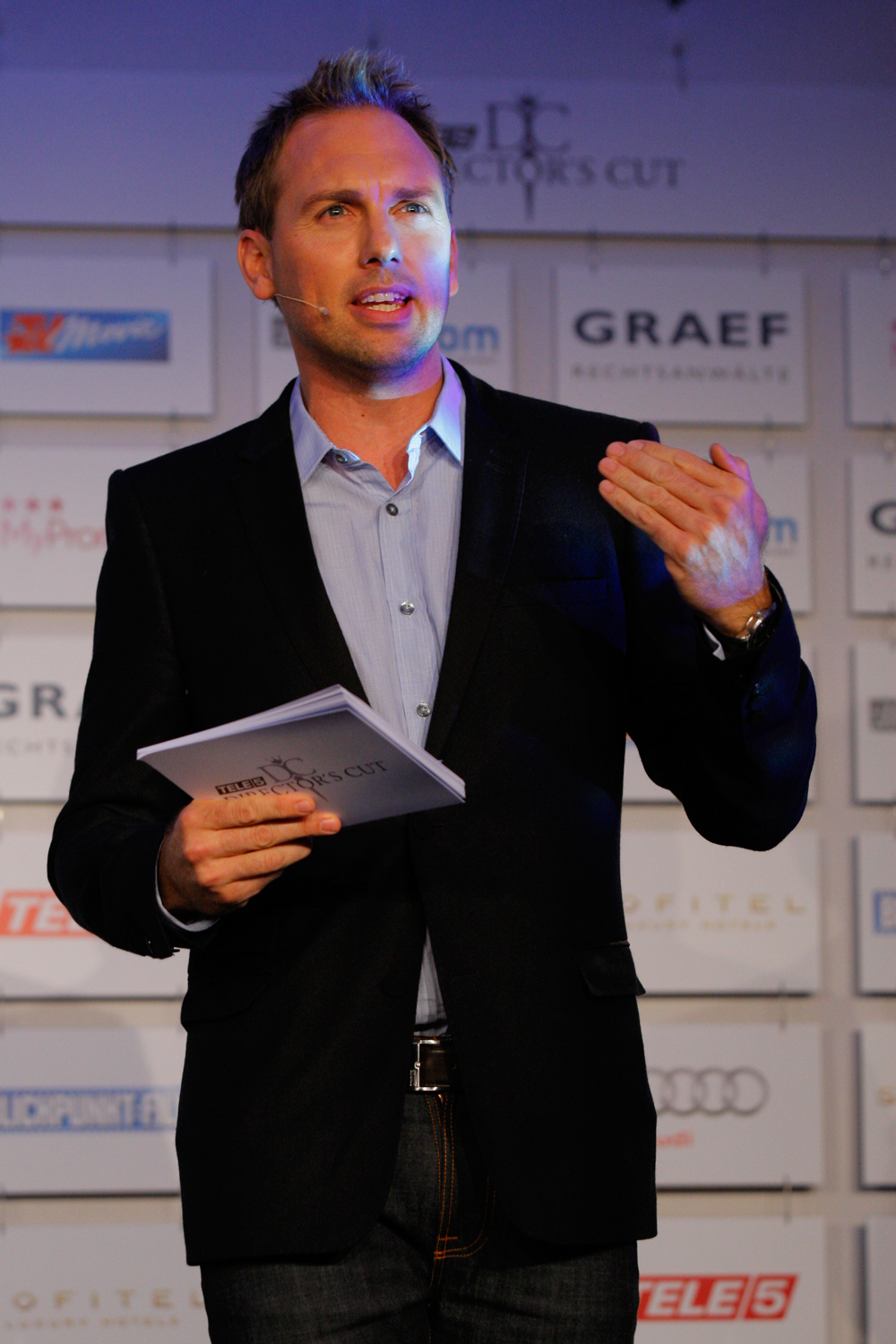
Steven Gätjen nel 2012

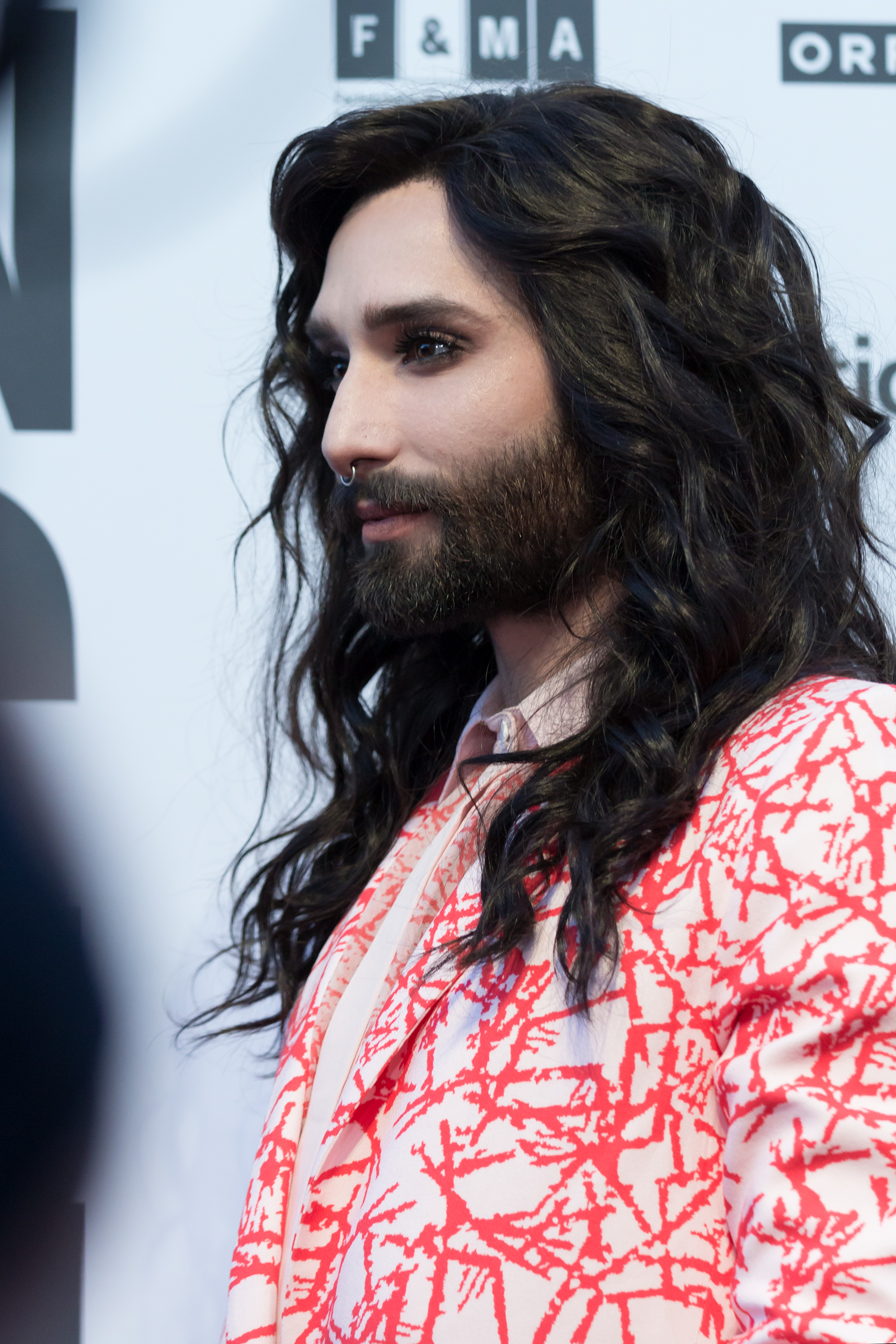
Conchita Wurst nel 2017

Per la seconda volta consecutiva, il programma venne presentato da due conduttori, ovvero Steven Gätjen e la cantante austriaca Conchita Wurst, vincitore dell'Eurovision Song Contest 2014.

## Partecipanti
| Sorteggio | Paese       | Artista               | Canzone                       | Lingua                                              | Posizione | Punti |
| --------- | ----------- | --------------------- | ----------------------------- | --------------------------------------------------- | --------- | ----- |
| 01        | Belgio      | Milow                 | "ASAP"                        | inglese (con un verso in francese)                  | 3         | 77    |
| 02        | Italia      | Mandy Capristo        | "13 Schritte"                 | tedesco, italiano                                   | 11        | 41    |
| 03        | Slovenia    | Ben Dolic             | "Stuck in My Mind"            | inglese (con un verso in sloveno)                   | 14        | 27    |
| 04        | Turchia     | Elif                  | "Alles Helal"                 | tedesco, turco                                      | 6         | 68    |
| 05        | Polonia     | Fantasy               | "Wild Boys"                   | tedesco, polacca                                    | 13        | 34    |
| 06        | Spagna      | Juan Daniél           | "Corazón"                     | spagnolo                                            | 10        | 52    |
| 07        | Inghilterra | Mighty Oaks           | "Mexico"                      | English                                             | 9         | 60    |
| 08        | Croazia     | Jasmin Wagner         | "Gold"                        | tedesco (il ritornello finale è in parte in croato) | 16        | 18    |
| 09        | Paesi Bassi | Danny Vera            | "Rollercoaster"               | English                                             | 2         | 94    |
| 10        | Grecia      | Sotiria               | "Herz"                        | tedesco (con un verso in greco)                     | 15        | 23    |
| 11        | Irlanda     | Rea Garvey            | "The One"                     | inglese                                             | 1         | 116   |
| 12        | Austria     | Mathea                | "Tut mir nicht leid"          | tedesco                                             | 7         | 67    |
| 13        | Francia     | Hugel feat. Bloodline | "VIP"                         | inglese (con molti versi in francese)               | 8         | 65    |
| 14        | Scozia      | Amy Macdonald         | "Statues"                     | inglese                                             | 4         | 77    |
| 15        | Svizzera    | Seven                 | "Unser kleines Wunder"        | tedesco                                             | 12        | 40    |
| 16        | Germania    | Helge Schneider       | "Supergeiler Helge Schneider" | tedesco                                             | 5         | 69    |

## Tabella dei punteggi
Tutti i paesi hanno utilizzato il voto della giuria, ad eccezione di Austria, Germania e Svizzera, i cui risultati sono stati determinati tramite televoto.
|             |        | Risultati |         |         |        |             |         |             |        |         |         |         |        |          |          |    |    |
| Belgio      | Italia | Slovenia  | Turchia | Polonia | Spagna | Inghilterra | Croazia | Paesi Bassi | Grecia | Irlanda | Austria | Francia | Scozia | Svizzera | Germania |    |    |
| Belgio      | 77     |           | 5       | 10      | 6      | 6           | 10      | 10          |        |         | 8       | 4       |        | 6        | 8        | 3  | 1  |
| Italia      | 41     |           |         | 2       | 2      | 1           | 5       | 3           | 5      | 12      | 2       | 3       |        |          | 4        | 2  |    |
| Slovenia    | 27     |           | 3       |         |        |             |         |             | 7      |         |         | 2       | 7      |          |          | 8  |    |
| Turchia     | 68     | 2         | 12      | 3       |        |             | 6       |             | 12     | 1       | 6       |         | 8      | 2        | 1        | 5  | 10 |
| Polonia     | 34     |           |         |         | 12     |             |         | 6           |        |         | 5       | 1       | 5      |          |          |    | 5  |
| Spagna      | 52     | 6         |         | 7       | 5      | 8           |         |             | 2      |         | 4       | 5       | 6      |          | 5        | 1  | 3  |
| Inghilterra | 60     | 1         |         |         |        | 12          | 2       |             | 3      | 2       |         | 10      | 4      | 10       | 6        | 6  | 4  |
| Croazia     | 18     |           | 2       |         | 1      |             | 1       |             |        |         | 3       |         | 3      |          | 2        |    | 6  |
| Paesi Bassi | 94     | 12        | 6       | 4       |        | 10          | 3       | 1           | 10     |         | 1       | 7       | 7      | 8        | 10       | 7  | 8  |
| Grecia      | 23     |           |         | 6       |        |             |         | 7           |        | 4       |         |         | 1      |          | 3        |    | 2  |
| Irlanda     | 116    | 5         | 10      | 1       | 8      | 7           | 7       | 4           | 7      | 5       | 10      |         | 12     | 4        | 12       | 12 | 12 |
| Austria     | 67     | 8         | 7       | 12      | 7      |             | 4       | 12          | 8      |         |         | 6       |        | 3        |          |    |    |
| Francia     | 65     | 7         | 4       | 8       | 3      | 3           | 12      | 2           | 1      | 6       |         | 12      |        |          | 7        |    |    |
| Scozia      | 77     | 3         | 1       |         |        | 5           |         |             | 4      | 10      | 7       | 8       | 10     | 12       |          | 10 | 7  |
| Svizzera    | 40     | 10        |         | 5       | 4      | 4           |         | 8           |        | 8       |         |         |        | 1        |          |    |    |
| Germania    | 69     | 4         | 8       |         | 10     | 2           | 8       | 5           | 6      | 3       | 12      | 2       |        | 5        |          | 4  |    |

### 12 punti
| N. | Concorrente | Paesi che hanno dato 12 punti |
| -- | ----------- | ----------------------------- |
| 4  | Irlanda     | Austria                       |
| 4  | Irlanda     | Germania                      |
| 4  | Irlanda     | Scozia                        |
| 4  | Irlanda     | Svizzera                      |
| 2  | Austria     | Inghilterra                   |
| 2  | Austria     | Slovenia                      |
| 2  | Francia     | Irlanda                       |
| 2  | Francia     | Spagna                        |
| 2  | Turchia     | Croazia                       |
| 2  | Turchia     | Italia                        |
| 1  | Inghilterra | Polonia                       |
| 1  | Germania    | Grecia                        |
| 1  | Italia      | Paesi Bassi                   |
| 1  | Paesi Bassi | Belgio                        |
| 1  | Polonia     | Turchia                       |
| 1  | Scozia      | Francia                       |

## Portavoce
Come nel 2020, tutti i portavoce (tranne quelli che annunciavano i voti per le tre regioni di televoto), furono anche giurati nazionali dei corrispettivi paesi.
- Irlanda – Johnny Logan (vincitore degli Eurovision Song Contests del 1980 e del 1987, nonché compositore della canzone vincitrice del 1992)[8]
- Belgio – Eric Kabongo
- Paesi Bassi– Sylvie Meis
- Francia – Ofenbach
- Scozia – Nathan Evans[9]
- Turchia – Eko Fresh (concorrente del precedente contest)
- Grecia – Lucas Cordalis[10]
- Slovenia – Lina Kuduzović (concorrente del Junior Eurovision Song Contest del 2015)
- Spagna – Javi Martínez
- Polonia – Halina
- Inghilterra – Ross Antony
- Italia – Pietro Lombardi
- Croazia – Monica Ivancan
- Svizzera – Fabio Landert
- Germania – Sasha
- Austria – Christina Stürmer